# UCI America Tour 2021
El UCI America Tour 2021 fue la decimoséptima edición del calendario ciclístico internacional americano. Se inició el 23 de noviembre de 2020, en Ecuador, con la Vuelta al Ecuador y finalizó el 31 de octubre de 2021 con el Tour de Guadalupe en Guadalupe. Se disputaron 10 competencias, otorgando puntos a los primeros clasificados de las etapas y a la clasificación final.

## Equipos
Los equipos que podían participar en las diferentes carreras dependía de la categoría de las mismas. Los equipos UCI WorldTeam y UCI ProTeam, tenían cupo limitado para competir de acuerdo al año correspondiente establecido por la UCI, los equipos Continentales y selecciones nacionales no tenían restricciones de participación:
| Categoría      | Categoría                       | Equipos                                                                                    |
| -------------- | ------------------------------- | ------------------------------------------------------------------------------------------ |
| .1             | 1.1 (Carrera de un día)         | * UCI WorldTeam (max 50%) * UCI ProTeam * Continentales * Selecciones nacionales           |
| .1             | 2.1 (Carrera de varios días)    | * UCI WorldTeam (max 50%) * UCI ProTeam * Continentales * Selecciones nacionales           |
| .2             | 1.2 (Carrera de un día)         | * UCI ProTeam * Continentales * Selecciones nacionales * Selecciones regionales * Amateurs |
| .2             | 2.2 (Carrera de varios días)    | * UCI ProTeam * Continentales * Selecciones nacionales * Selecciones regionales * Amateurs |
| .Ncup (sub-23) | 1.Ncup (Carrera de un día)      | * Selecciones nacionales * Selecciones mixtas                                              |
| .Ncup (sub-23) | 2.Ncup (Carrera de varios días) | * Selecciones nacionales * Selecciones mixtas                                              |

## Calendario
Las siguientes son las carreras que compusieron el calendario UCI America Tour para la temporada 2021 aprobado por la UCI.
| UCI America Tour 2021           | UCI America Tour 2021 | UCI America Tour 2021        | UCI America Tour 2021     | UCI America Tour 2021 |
| Fecha                           | País                  | Carrera                      | Ganador                   |                       |
| ------------------------------- | --------------------- | ---------------------------- | ------------------------- | --------------------- |
| 23 – 28 de noviembre            | Ecuador               | Vuelta al Ecuador            | Jymmi Santiago Montenegro |                       |
| 17 – 24 de enero                | Venezuela             | Vuelta al Táchira            | Roniel Campos             |                       |
| 9 – 14 de febrero               | Colombia              | Tour Colombia                | cancelada                 |                       |
| 14 – 21 de febrero              | Argentina             | Vuelta del Porvenir San Luis | cancelada                 |                       |
| 16 – 25 de abril                | Colombia              | Vuelta a Colombia            | José Tito Hernández       |                       |
| 9 de jul                        | Estados Unidos        | Chrono Kristin Armstrong     |                           |                       |
| 11 de jul                       | Canadá                | Tour de Delta                | cancelada                 |                       |
| 21 – 22 de agosto               | Antigua y Barbuda     | Subway 3-Stage Race          | Jefferey Kelsick          |                       |
| 26 – 29 de agosto               | Estados Unidos        | Joe Martin Stage Race        | Tyler Williams            |                       |
| 15 – 19 de septiembre           | Canadá                | Tour de Beauce               | cancelada                 |                       |
| 29 de septiembre – 3 de octubre | Estados Unidos        | Tour de Gila                 |                           |                       |
| 11 de oct                       | Chile                 | Gran Premio de la Patagonia  | cancelada                 |                       |
| 13 – 17 de octubre              | Chile                 | Vuelta Ciclista a Chiloé     |                           |                       |
| 22 – 31 de octubre              | Francia               | Tour de Guadalupe            | Stefan Bennett            |                       |
| 31 de octubre – 7 de noviembre  | Venezuela             | Vuelta a Venezuela           | Jorge Abreu               |                       |

## Clasificaciones finales
- Nota: Las clasificaciones finales fueron:[7][8]

### Individual
| Posición | Corredor           | Equipo                 | Puntos |
| -------- | ------------------ | ---------------------- | ------ |
| 1.º      | Egan Bernal        | INEOS Grenadiers       | 2576   |
| 2.º      | Richard Carapaz    | INEOS Grenadiers       | 2018   |
| 3.º      | Michael Woods      | Israel Start-Up Nation | 1893   |
| 4.º      | Neilson Powless    | EF Education-NIPPO     | 986    |
| 5.º      | Rigoberto Urán     | EF Education-NIPPO     | 835    |
| 6.º      | Nairo Quintana     | Arkéa Samsic           | 827    |
| 7.º      | Miguel Ángel López | Movistar               | 704    |
| 8.º      | Esteban Chaves     | BikeExchange           | 703    |
| 9.º      | Sepp Kuss          | Jumbo-Visma            | 550    |
| 10.º     | Brandon McNulty    | UAE Emirates           | 456    |

| Posiciones 11º al 20º | Posiciones 11º al 20º  | Posiciones 11º al 20º       | Posiciones 11º al 20º |
| --------------------- | ---------------------- | --------------------------- | --------------------- |
| 11.º                  | Daniel Felipe Martínez | INEOS Grenadiers            | 420                   |
| 12.º                  | Sergio Higuita         | EF Education-NIPPO          | 390                   |
| 13.º                  | Jhonatan Restrepo      | Androni Giocattoli-Sidermec | 341                   |
| 13.º                  | Christofer Jurado      | Panamá es Cultura y Valores | 341                   |
| 15.º                  | Fernando Gaviria       | UAE Emirates                | 339                   |
| 16.º                  | Álvaro Hodeg           | Deceuninck-Quick Step       | 298                   |
| 17.º                  | Quinn Simmons          | Trek-Segafredo              | 297                   |
| 18.º                  | Eduardo Sepúlveda      | Androni Giocattoli-Sidermec | 275                   |
| 19.º                  | Franklin Archibold     | Panamá es Cultura y Valores | 270                   |
| 20.º                  | Abner González         | Movistar                    | 263                   |

### Equipos
| Posición | Equipo                      | Puntos |
| -------- | --------------------------- | ------ |
| 1.º      | Rally                       | 929    |
| 2.º      | Panamá es Cultura y Valores | 648    |
| 3.º      | Best PC Ecuador             | 607    |
| 4.º      | Wildlife Generation         | 570    |
| 5.º      | Medellín                    | 390    |

### Países
| Posición | País           | Puntos |
| -------- | -------------- | ------ |
| 1.º      | Colombia       | 6796   |
| 2.°      | Ecuador        | 3067   |
| 3.º      | Estados Unidos | 2956   |
| 4.º      | Canadá         | 2858   |
| 5.º      | Panamá         | 911    |

### Países sub-23
| Posición | País           | Puntos |
| -------- | -------------- | ------ |
| 1.º      | Estados Unidos | 705    |
| 2.º      | Colombia       | 666    |
| 3.º      | Costa Rica     | 289    |
| 4.º      | Puerto Rico    | 263    |
| 5.º      | Ecuador        | 232    |

## Evolución de las clasificaciones
| Fecha            | Clasificación individual | Clasificación por equipos | Clasificación por países | Clasificación por países sub-23 |
| ---------------- | ------------------------ | ------------------------- | ------------------------ | ------------------------------- |
| 31 de enero      | Richard Carapaz          |                           | Colombia                 | Estados Unidos                  |
| 28 de febrero    | Richard Carapaz          | Best PC Ecuador           | Colombia                 | Estados Unidos                  |
| 31 de marzo      | Richard Carapaz          | Wildlife Generation       | Colombia                 | Estados Unidos                  |
| 30 de abril      | Richard Carapaz          | Wildlife Generation       | Colombia                 | Estados Unidos                  |
| 31 de mayo       | Richard Carapaz          | Wildlife Generation       | Colombia                 | Estados Unidos                  |
| 30 de junio      | Egan Bernal              | Rally                     | Colombia                 | Estados Unidos                  |
| 31 de julio      | Richard Carapaz          | Rally                     | Colombia                 | Estados Unidos                  |
| 31 de agosto     | Richard Carapaz          | Best PC Ecuador           | Colombia                 | Colombia                        |
| 30 de septiembre | Egan Bernal              | Rally                     | Colombia                 | Estados Unidos                  |
| 31 de octubre    | Egan Bernal              | Rally                     | Colombia                 | Estados Unidos                  |
| Final            | Egan Bernal              | Rally                     | Colombia                 | Estados Unidos                  |